# Stigmaria

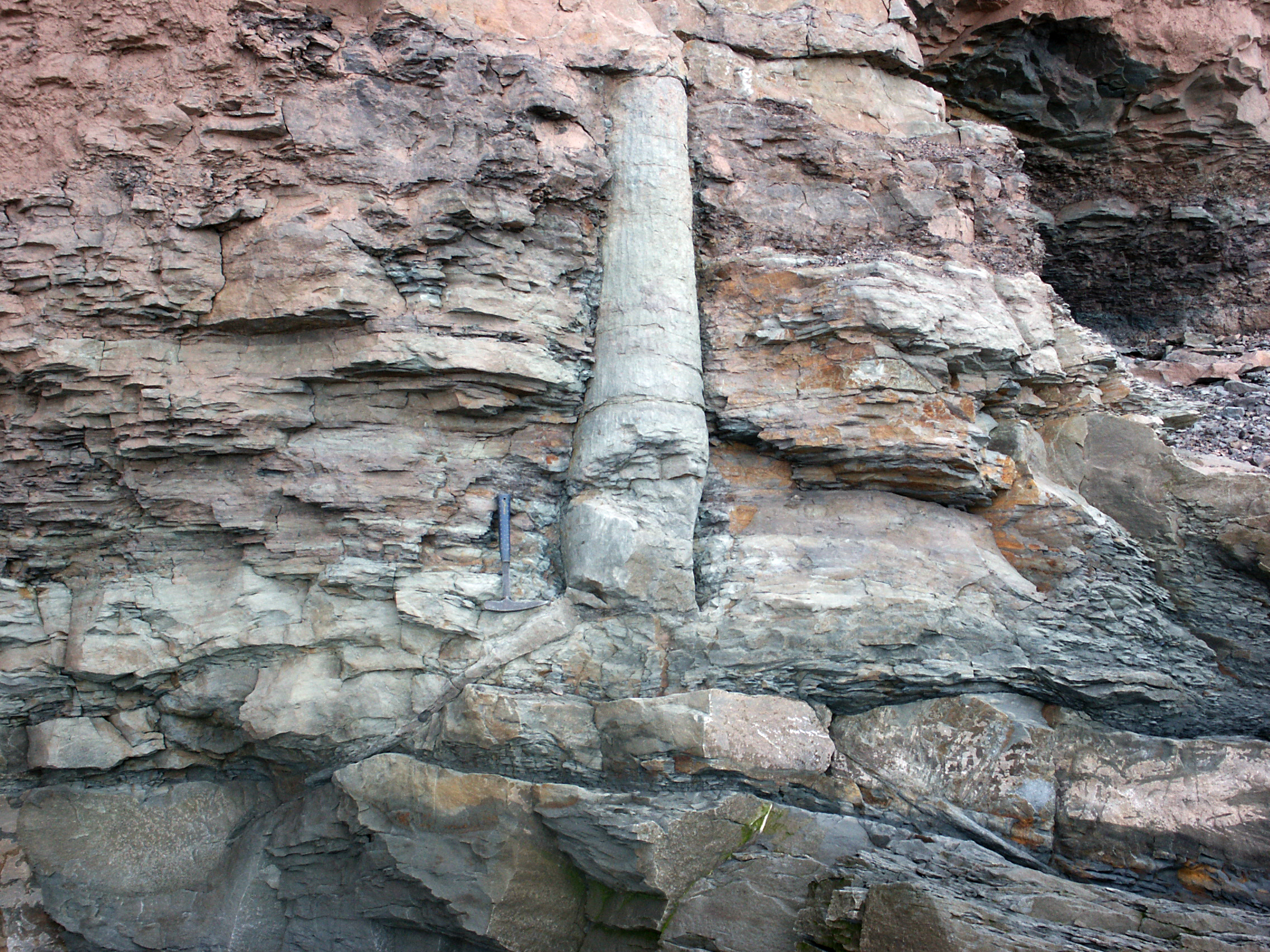
Лікопсид in situ з прикріпленою стигмарієвою системою. Формація Джогінс (Пенсильванія), Камберлендський басейн, Нова Шотландія.

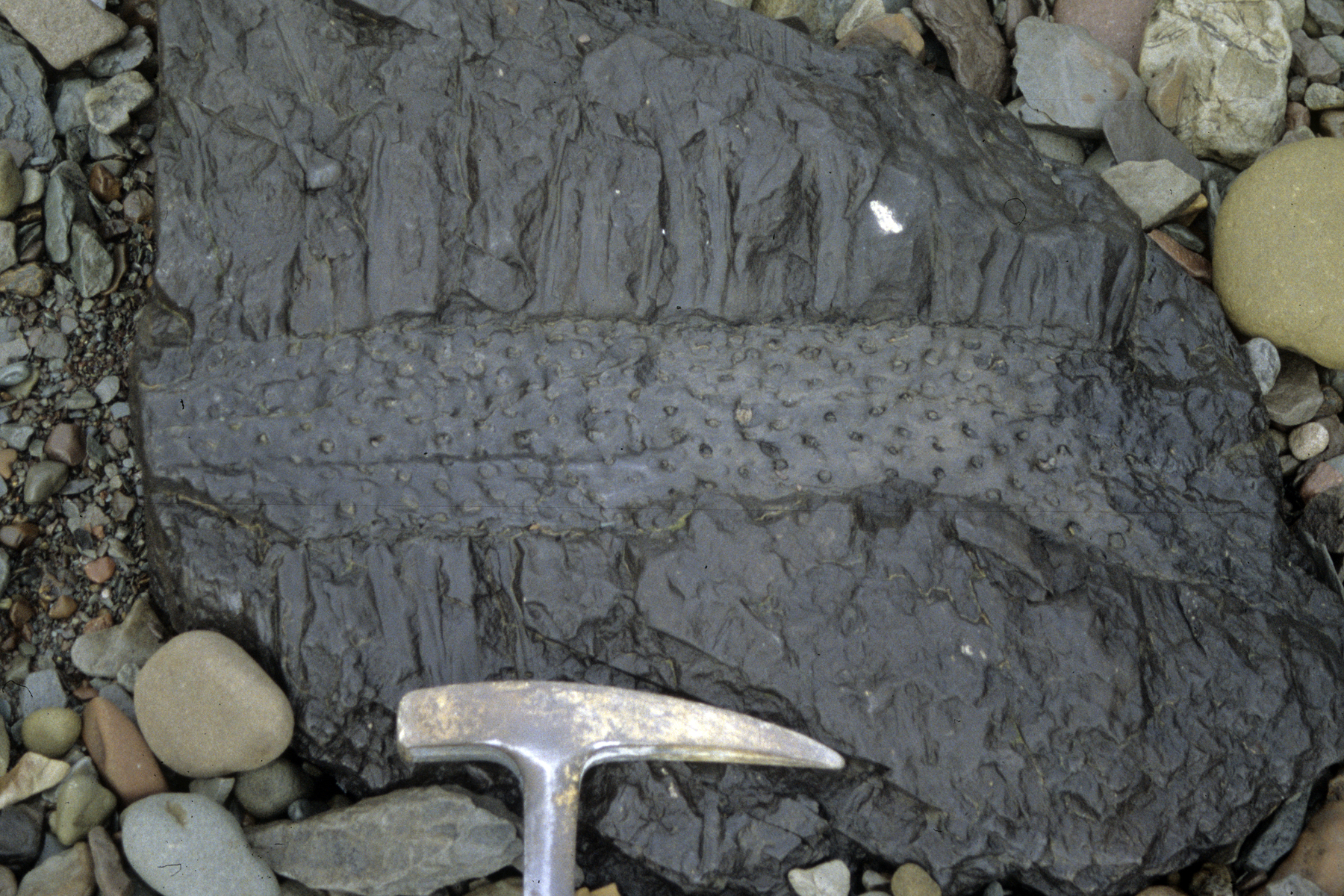
Плоский вигляд сплюснутої стигмарії, що збереглася на мілководному вуглистому вапняку у формації Джоггінс (Пенсільванія), улоговина Камберленд, Нова Шотландія.

Stigmaria (укр. Стигмарія) — форма таксону для звичайних скам'янілостей, знайдених у кам'яновугільних породах. Вони являють собою підземні кореневі структури деревовидних лікофітів, таких як сигілярія та лепідодендрон. Ці дерева болотного лісу виростали до 50 метрів і були закріплені розгалуженою мережею розгалужених підземних структур з прикріпленими до них «корінцями». Аналіз морфології та анатомії цих стигматичних систем дозволяє припустити, що вони були пагоноподібними, тому їх називають кореневищами або ризофорами. Кореневища стигмарій зазвичай вкриті спіральним візерунком круглих рубців, до яких прикріплювалися «корінці». Оскільки системи стигмарій схожі на пагони, ці «корінці» можуть бути видозміненими листками, пристосованими до виконання функції коренів. Однак деякі палеонтологи стверджують, що «корінці» були справжніми коренями, зі складною розгалуженою структурою і кореневими волосками, які можна порівняти з коренями найближчих живих родичів лепідодендрона — плаунів (рід Isoetes).